# Johann Bernhard Köhler
Johann Bernhard Köhler (* 10. Februar 1742 in Lübeck; † 3. April 1802 in Basel) war ein deutscher Orientalist, Rechtshistoriker und Übersetzer.

## Leben
Johann Bernhard Köhler studierte nach dem Besuch des Katharineums zunächst Rechtswissenschaften, aber auch Klassische Philologie und Orientalistik, unter anderem an der Universität Leipzig bei Johann Jacob Reiske.
Seine erste orientalische Publikation war die mit Unterstützung von Reiske veranstaltete Ausgabe von Abu’l-Fidas Tabulae Syriae 1766. Dies führte im selben Jahr zu einer Berufung als außerordentlicher Professor der Philosophie und Geschichte an die Christian-Albrechts-Universität zu Kiel. 1770 wechselte er als außerordentlicher Professor an die Georg-August-Universität Göttingen. Die Professur an der Juristischen Fakultät war für ihn eingerichtet worden, damit er Georg Christian Gebauer bei dessen Ausgabe des Corpus iuris civilis im Verlag von Johann Christian Dieterich unterstützen konnte. 1772 wurde er mit einer Ausgabe der Institutiones Iustiniani in der Rezension von Jacques Cujas zum Dr. jur. promoviert. Nach Gebauers Tod kam heraus, dass Köhler sich jedoch insgesamt nur wenig um das Großprojekt gekümmert hatte. So wurde Georg August Spangenberg mit der Fertigstellung der Ausgabe betraut. Als Konsequenz legte Köhler 1773 sein Amt nieder, kehrte nach Lübeck zurück und lebte hier als Privatgelehrter. 1781 erhielt er eine Berufung zum Professor der griechischen und der morgenländischen Sprachen an der Albertus-Universität Königsberg. Hier war er unter anderem Lehrer von Isaac Euchel und erschien „als Aufklärer, der keine Vorurteile gegen Juden hegte“. Doch schon 1786 gab er auch diese Stelle wieder auf und zog wieder nach Lübeck. Hier wohnte er in Krempelsdorf und fand mit juristischen Arbeiten ein kümmerliches Auskommen.
In Johann Gottfried Eichhorns Repertorium für biblische und morgenländische Literatur (Göttingen 1777–1786, 18 Bände) erschienen regelmäßig orientalistische und textkritische Beiträge von Köhler.
Von 1771 bis gegen Ende der 1780er Jahre rezensierte Köhler für verschiedene Fachgebiete und unter verschiedenen Chiffren in der Allgemeinen deutschen Bibliothek. Seine unter der Chiffre Qr. veröffentlichte Rezension zu zwei Ilias-Übersetzungen von Friedrich Leopold zu Stolberg-Stolberg und Johann Jakob Bodmer 1779 führte zu einer viel beachteten literarischen Auseinandersetzung. Johann Heinrich Voß veröffentlichte insgesamt drei Folgen vom Verhör über einen Rezensenten in der Zeitschrift Deutsches Museum von Heinrich Christian Boie, auf die wiederum Philipp Nicolai antwortete. Voß charakterisierte ihn in privater Korrespondenz an Leopold Friedrich Günther von Goeckingk als den düstren Köhler und erinnert sich später, dass dieser ihn „nach Jahren in Eutin [besuchte], sein Vergehn zu entschuldigen, und kehrte mit Gastgeschenken zurück. Köhler war bei Weitem der Gelehrteste jenes Trupps, und der Schamhafteste. Die anderen schämten sich vielleicht im Dunkeln.“
Köhler starb 1802 als Korrektor der Thurneysenschen Buchdruckerei in Basel.

## Nachlass
Köhlers reiche Bibliothek wurde nach seinem Tod verzeichnet und kam 1804 zur Versteigerung. Seine Korrespondenz und einige Handschriften kamen an die Stadtbibliothek Lübeck, die damit erstmals orientalische Handschriften erhielt. Weitere Handschriften aus seinem Nachlass, darunter von ihm gefertigte Abschriften arabischer Handschriften, erwarb die Universitätsbibliothek Göttingen.

## Schriften
- Abvlfedae Tabvla Syriae: Cvm Excerpto Geographico Ex Ibn ol Wardii Geographia Et Historia Natvrali. Leipzig: Schoenermark 1766
- Notae Et Emendationes In Theocritum: Accedit Specimen Emendationum In Scriptores Arabicos. Lübeck: Schmidt & Donatius 1767
- Platos Phädon aus dem Griechischen. Lübeck 1769
- D. Iustiniani Institutiones / E Recensione Iacobi Cuiacii. Editionem Curavit Et Animadversiones Nonnullas Adiecit. Goettingae: Dieterich 1772
- Iphigenia in Aulis: Ein Trauerspiel des Euripides / aus dem Griechischen übersetzt. Berlin: Nicolai 1778

### Briefwechsel
- Paul Hagen: Briefwechsel zwischen H. C. Boie und Johann Bernhard Köhler. in: Zeitschrift für Schleswig-Holsteinische Geschichte. 28 (1899), S. 304–340

### Nachlasskatalog
- Bibliotheca Koehleriana s. Catalogus librorum impressorum et manuscriptorum / A J. B. Koehlero collectorum. Lübeck: Green 1804